# ダイバージェント2 叛乱者
『ダイバージェント2 叛乱者』（原題:Insurgent）は2012年にアメリカ合衆国で発売されたヤングアダルトSF小説である。作者はヴェロニカ・ロスで、『ダイバージェント・シリーズ』の第2作となる作品である。

## 主題
本作の主要なテーマは、反逆、恋愛、勇気、友情、裏切り、アイデンティティの確立、ヒロイズムである。

## 舞台設定
本作は文明崩壊後のシカゴを舞台としている。ミシガン湖周辺は大湿地帯と化している。「キャンダー」の居住区は荒廃したシカゴの商業地域に位置している。「アミティ」はシカゴ旧市街を囲むフェンスの外で、農業を営んでいる。（なお、他の4つのグループとファンクショレスは全員がフェンス内で暮らしている。）「アミティ」の会議場は中心に大きな木がある建物の中にある。また、「ドーントレス」の居住区はガラス張りの建物群とその地下にある深い洞窟から成り立っている。「アブゲネーション」の居住区はすべての建物が似たような設計で作られている。一方、「エリュアダイト」の居住区は近未来的である。その中にあるミレニアム・パークの跡地にはクラウド・ゲートが残っており、これはダイバージェントを象徴している。

## あらすじ
トリス、フォー、ケイレブ、ピーター、マーカスの5人は「アブゲネーション」の生存者がいる「アミティ」の居住区へと向かった。「アミティ」は避難民たちに、平和に暮らすのであれば、どのグループのに所属する人間でも「アミティ」の居住区で暮らしてよいという声明を出していた。
「エリュアダイト」と「ドーントレス」の兵士たちが「アブゲネーション」の構成員を探して「アミティ」の居住区にやってきた。トリス、フォー、ケイレブの3人は武装したファンクショレスたちで満員の電車に飛び移ることで逃げることに成功した。その電車には、「ドーントレス」に所属していたエドワードもいた。エドワードは3人をファンクショレス居住区内の安全地帯に案内した。そこに暮らす人々はファンクショレスの指導者イヴリンに率いられていた。イヴリンはフォーの母親でもある。彼女は死んだものと思われていた。トリスはフォーとイヴリンの会話を聞いてしまった。会話の中でイヴリンはフォーに「「ドーントレス」が私たちファンクショレスに協力するように説得してきなさい」と言ったのである。会話をトリスに聞かれていたことを知ったイヴリンは、トリスを恫喝した。その後、ケイレブはより多くの「アブゲネーション」構成員が暮らすエリアに移り、トリスとフォーは「キャンダー」の指導者に会いに行った。
トリスとフォーは「キャンダー」居住区で逮捕され、審判にかけられた。審判の最中、フォーは父親の虐待から逃れるために「ドーントレス」に加入したことを認めた。さらに、（第1作で行われた）通過儀礼のテストの教官の任務を終え次第、「ドーントレス」を離れてファンクショレスになるつもりであったが、トリスと出会い、彼女を守ろうと決意したと語った。一方、トリスはウィルを銃撃してしまったことを認めるのだった。
「キャンダー」はエリックに率いられた「ドーントレス」の兵士たちによって攻撃された。彼らは新しいシミュレーション用の血清を打たれていた。トリスとユーライアがダイバージェントであったため、何が起きているのかを把握できた。2人は他のダイバージェントに警告しようとしたが、エリックに捕らえられた。エリックがジェニーン（「エリュアダイト」の指導者）から命じられたことは、2人のダイバージェントをジェニーンのもとへ連行し、残りのダイバージェントは殺すことであった。「ドーントレス」の兵士団が部屋に乱入した際にできた隙を突いて、トリスはエリックに怪我を負わせた。兵士の様子を見たトリスとユーライアは、ジェニーンが新しい血清を使って遠く離れた場所から兵士たちを操っていることに気が付いた。新しい血清の効果は薄れることがないものであった。攻撃の後、「キャンダー」の指導者、ジャックは「エリュアダイト」との会合を設けた。その様子をトリス、フォー、リン、シャウナの4人は密かに監視していた。「エリュアダイト」からは「ドーントレス」を裏切ったマックスが出席し、エリックの引き渡しと、新しい血清を投与されていない人々の一覧表の提出を求めた。トリスはジェニーンが会議の場の近くで、マックスをコントロールしていると気が付いた。しかし、リンはそのことを知らないまま、マックスを狙撃してしまった。4人は「ドーントレス」の兵士団から逃れようとしたが、ジェニーンとその護衛団のもとへ迷い込んでしまった。護衛団の中に潜んでいたピーターは4人が逃走できるようにした。逃走中、シャウナが撃たれて、動けなくなってしまった。
「キャンダー」の居住区に戻った後、フォーはトリスに無謀な行為をするなと言った。その後、「ドーントレス」は極秘の会議を開き、フォー、トーリ、ハリソンの3人を新しい指導者に選出した。3人はエリックを裁判にかけた。エリックは有罪となった。エリックはフォーを自らの死刑執行人に選び、フォーもそれを了承した。その後、トリスとフォーはイヴリンとエドワードとの会合に臨んだ。会合に向かう道中、フォーはトリスに、「女性を撃つことが怖かった。しかし、今では君が死ぬのを見るほうが怖い」と告げる。会合の場で、フォーはファンクショレスと協定を結んだ。その協定の中身は「エリュアダイト」との戦いで協力し、その勝利ののちに連合政府を作るというものであった。
協定を結んだその日の夜、トリスとクリスティーナはシミュレーションが行われていることに気が付いた。ダイバージェントが「エリュアダイト」に降伏するまで、2日に1回、「ドーントレス」の構成員を屋根の上から飛び降りさせるというものであった。2人は女の子1人とリンの弟であるヘクターが飛び降りるのを阻止したが、マーリーンの死は防ぐことができなかった。トリスは悲しみに打ちひしがれてマーリーンの葬式から逃げ出してしまった。クリスティーナはトリスの後を追い、シミュレーションがある人間をジェニーンの完全なコントロール下に置くものである以上、犠牲を一切出さないことは難しいと言って、トリスを慰めた。落ち着いてきたトリスは、フォーを部屋まで訪ね、自らを犠牲にして「エリュアダイト」を壊滅させると告げる。それを聞いたフォーはトリスに考え直すよう説得した。納得したかに見えたトリスであったが、フォーが寝ている間に、「エリュアダイト」の居住区へと出発した。
「エリュアダイト」の指導部にたどり着いたトリスは、結果の説明を受けることを条件に、ジェニーンが行う実験の被験者になると同意した。トリスはMRIの中でいくつかのシミュレーションを受けた。そんな中、トリスはケイレブの姿を見つける。実は、ケイレブはジェニーンの部下だったのだ。兄の裏切りにトリスは驚きを隠せなかった。その日の夕方、トリスは本部前でフォーに遭遇する。フォーはトリスの救出に来たのであった。しかし、2人は見つかってしまい、死刑執行室に連行された。そこで、ジェニーンはトリスに恐怖増幅薬を注射し、フォーにファンクショレスがどこに潜伏しているのかを白状させようとした。ジェニーンはトリスをコントロール下に置けないことに気が付けなかった。なかなか口を割らないフォーに業を煮やしたジェニーンは怒りで冷静さを失い、フォーと口論になった。ジェニーンはトリスを明日殺すとフォーに告げた。ところが、トリスの処刑を担当するペーターは、トリスとフォーを逃がすことで、命を助けてもらったことに報いた。
「アブゲネーション」の居住区から3回乗り継いでいくことができる場所に、ファンクショレスと「ドーントレス」の構成員は集まっていた。フォーはトリスを家に招き入れ、お互いに愛を確かめ合った。臨死体験をしたトリスは、かつて住んでいた場所へと向かった。そこで、トリスはマーカスとぶつかった。マーカスはトリスの両親がジェニーンの盗んだ情報を守ろうとして亡くなったとトリスに明かした。マーカスは「ドーントレス」とファンクショレスの軍隊が攻撃ですべてのデータを破壊する前に、トリスの両親の死に関する情報を公表すべきだと主張した。そこで、トリス、クリスティーナ、マーカスの3人は変装したうえで、「アミティ」の居住区に潜入した。「アミティ」の指導者、ジョアンナの協力を乞うためである。ジョアンナはこの要請を受けるべきかを決めるために会議を開いた。その結果、「アミティ」は中立を保つこととなった。ジョアンナと数人の構成員は「アミティ」を離れると決めた。トリスとクリスティーナは「アミティ」居住区に住む「エリュアダイト」からの避難民に話を持ち掛けた。その中には、ウィルの妹、カーラがいた。カーラは情報を盗み出し、それをすべてのグループに伝達するミッションに協力することになった。
トリスは町に戻り、「エリュアダイト」に変装した一団を率いて「エリュアダイト」本部に潜入した。一団は無事に内部にたどり着き、カーラは他のグループに情報を拡散するため、本部のコンピュータにアクセスした。その最中、ケイレブが姿を見せた。トリスとマーカスはデータがメイン・コンピュータには存在しないと察した。その時、トリスはトーリがセキュリティについて話していたことを思い出し、ジェニーンの研究室へ向かった。その途中に戦闘があり、エドワードとクリスティーナが負傷して動けなくなった。そのため、トリスとマーカスだけで研究室へ行くことになった。2人は分かれ道にたどり着き、別々の道を進むことにした。進んでいくうちに、トリスはシミュレーション状態となり、自分自身と戦うことになった。さまざまな感情が湧き上がったが、結局、トリスはシミュレーション内で自分自身を銃で撃ち殺した。そして、トリスは研究室に入ることに成功した。そのとき、研究室内ではトーリがジェニーンに向かって怒鳴り散らしていた。ジェニーンがトーリの兄をダイバージェントであるという理由で殺すよう命じたことをトーリに明かしたためである。トリスはトーリを押さえつけ、武器を捨てさせた。それから、ジェニーンの持っている情報を得るためには、ジェニーンに生きていてもらわなければ困るということをトーリに説明し始めた。しかし、トーリは説明を聞き入れることなくジェニーンの腹部にナイフを突き刺して殺した。そして、トーリはトリスを裏切り者だと罵倒した。
ユーライアはトリスが階段を降りるのに手を貸した。トリスたちが「エリュアダイト」、「キャンダー」、「ドーントレス」の生存者が集まっている場所につくと、重傷を負ったリンの姿が目に入ってきた。トリスたちはリンの死を看取った。その後、イヴリンはファンクショレスの新政府をつくると発表した。「ドーントレス」はその構想を批判したが、ファンクショレスに武器を取り上げられていたため、抵抗しようがなかった。フォーとトリスは和解し、キスをした。トリスはすべての秘密を忘れて、事態がいい方向に向かうことを願った。フォー、ケイレブ、マーカスの3人は部屋に入り、スクリーンを起動させた。スクリーン上にはアマンダ・リッターという名前の女性の古いビデオが映し出された。リッターは正義と平和のために戦ったグループに属していた人物で、後に、エディス・プライアーと改名した人物であった。アマンダは細々とした声で世界が崩壊してしまったことを告げていた。そして、「ダイバージェントの素質を持った人間が増えるまで、シカゴ市を世界から隔離することにした。ダイバージェントが十分な数に達したら、「アミティ」は永遠にフェンスを開放し、人々は世界に戻りなさい。」とも告げた。
ビデオが終わると同時に、人々の様々な感情を帯びた声が部屋に響き渡った。

## ペーパーバック版
アメリカでは、2015年1月20日に、本作のペーパーバック版が発売された。標準版には、ハードカバー版から削除されたシーンが盛り込まれた。また、バーンズ・アンド・ノーブル、ブックス・ア・ミリオンなどの大手書店グループでは、コレクターズ・エディションが販売された。コレクターズ・エディションには、削除シーンだけではなく、ヴェロニカ・ロスのQ&Aがついている。

## 邦訳
河井直子の訳により、角川書店（現・KADOKAWA）の角川文庫から2014年6月20日に上巻・下巻が同時発売。前作はハードカバー版から発売されたが、本作は最初から文庫になっている。文庫版を元にAudibleにてオーディオブック化されており、上巻が2018年5月11日、下巻が同年5月25日にデータ配信で発売。

## 映画化
2013年12月、サミット・エンターテインメントは本作を映画化し、『The Divergent Series: Insurgent』という題名で、2015年3月20日にアメリカ合衆国で公開すると発表した。また、脚本はブライアン・ダフィールドが執筆すると報じられた。12月16日、前作『ダイバージェント』の監督を務めたニール・バーガーが『ダイバージェント』のポスト・プロダクションの作業で忙しいため、続編のメガホンを取ることができないと報じられた。2014年2月13日、ロベルト・シュヴェンケが監督を務めることが決まった。また、ダフィールドの脚本をアキヴァ・ゴールズマンが加筆修正すると報道された。
主要撮影は2014年5月27日からアトランタで開始され、同年9月6日に終わった。